# Gaute Kvåle
Gaute Kvåle  (* 18. März 1995) ist ein norwegischer Skilangläufer.

## Werdegang
Kvåle, der für den Røldal IL startet, nahm bis 2016 an Juniorenrennen teil. Im Februar 2013 wurde er in Lillehammer norwegischer Juniorenmeister über 15 km Freistil. Bei den Nordischen Junioren-Skiweltmeisterschaften 2015 in Almaty gewann er die Bronzemedaille mit der Staffel. Zudem errang er dort den 45. Platz über 10 km Freistil und den 17. Rang im Skiathlon. Sein erstes Rennen im Scandinavian-Cup lief er im Januar 2016 in Östersund, welches er auf dem 24. Platz im 15-km-Massenstartrennen beendete. Im folgenden Monat debütierte er in Oslo im Weltcup und kam dabei auf den 48. Platz im 50-km-Massenstartrennen. Bei den U23-Weltmeisterschaften 2017 in Soldier Hollow wurde er Sechster im Skiathlon und Fünfter über 15 km Freistil. In der Saison 2018/19 erreichte er mit vier Top-Zehn-Platzierungen den neunten Platz in der Gesamtwertung des Scandinavian-Cups. Nach Platz drei über 15 km Freistil beim FIS-Rennen in Gålå zu Beginn der Saison 2019/20, holte er in Lillehammer mit dem 15. Platz im Skiathlon seine ersten Weltcuppunkte.